# Нобелов комитет за физиологију или медицину
Нобелов комитет за физиологију или медицину је Нобелов комитет одговоран за предлагање награде за Нобелову награду за физиологију или медицину. Нобелов комитет за физиологију или медицину именује Нобелова скупштина Каролинског института, тела од 50 чланова Каролинског института који је формално посебно тело, а не део самог института. Обично се састоји од шведских професора физиологије или медицинских предмета активних у Каролинска институту, иако Скупштина у принципу може именовати било кога у комитет. Осим пет редовних чланова, сваке године се именује десет придружених чланова, само за ту годину. 
Комитет је радно тело које позива на номинације и оцењује кандидате предложене за Нобелову награду. Коначну одлуку о додели Нобелове награде за физиологију или медицину доноси Нобелова скупштина Каролинског института на предлог Нобеловог комитета.

## Контроверзе
Током година, било је много контроверзи око процеса номиновања и доделе Нобелове награде. Да би се избегао сваки могући изглед пристрасности, Нобелов комитет наводи да ће, када прође 50 година од времена номиновања, критеријуме за избор добитника награде објавити. Тренутно (2. августа 2011.) сајт за доделу Нобелове награде касни више од 10 година са обезбеђивањем ових критеријума.

## Тренутни чланови
Чланови комисије за 2023. годину су:
- Гунила Карлсон-Хедестам, председница, изабрана 2019.
- Оле Кампе, потпредседник, изабран 2020.
- Пер Свенингсон, изабран 2021.
- Стен Линарсон, изабран 2022.
- Абдел Ел-Манира, изабран 2023.

## Секретар
Томас Перлман је стални секретар од 2016. године.
Секретар је задужен за организацију Нобеловог комитета и Скупштине. Он учествује по службеној дужности на њиховим састанцима и обично је њихов представник у одбору Нобелове фондације.